# 推拉策略
推拉策略是商家在銷售領域的兩種策略，它分為推进战略和回缩战略。推进战略是指生產商給予銷售商更多的利潤，生產商認為此舉會讓銷售商有動力銷售更多的商品。回缩战略是指生產商投入大量廣告讓消費者產生消費慾望，生產商認為這樣的話零售商也會有意願销售产品。